# Peerenboom (Altena)
Peerenboom is een buurtschap in de Nederlandse gemeente Altena, in de provincie Noord-Brabant. De buurtschap kent ongeveer veertig inwoners.
Peerenboom ligt op de gelijknamige dijk langs de Bergsche Maas, ten zuidoosten van Hank en ten noorden van Keizersveer.
Tot 1997 behoorde Peerenboom tot de toenmalige gemeente Dussen, daarna maakte het tot 2019 deel uit van de gemeente Werkendam. In 2003 kreeg Peerenboom haar identiteit terug, toen de gemeente Werkendam veel van de buurtschappen binnen haar grenzen plaatsnaamborden teruggaf. De inwoners van Peerenboom hadden hier meermalen om gevraagd, net als inwoners van onder anderen Vierbannen, Kille, Steurgat en Kievitswaard.
Hoofdplaats: Almkerk
Stad: Woudrichem      
Dorpen: Andel · Babyloniënbroek · Drongelen · Dussen · Eethen · Genderen · Giessen · Hank · Meeuwen · Nieuwendijk · Rijswijk · Sleeuwijk · Uitwijk · Veen · Waardhuizen · Werkendam · Wijk en Aalburg

Buurtschappen: Bronkhorst · Buurtje · De Baan · De Hoef · Duizend Morgen · Eng · Hill · Hoekeinde · Keizersveer · Kerkeinde · Kievitswaard · Kille · Korn · Moleneind · Oudendijk · Peerenboom · Schans · Spijk · Stenenheul · Steurgat · Uppel · Vierbannen · Vijcie · 't Zand · Zandwijk

Verdwenen plaatsen: Aartswaarde · Almonde · Eemkerk · Emmikhoven · Gansoyen · Hagoort · Honswijk · Munsterkerk · Muilkerk

Noord-Brabant: Steden en dorpen in Noord-Brabant      Nederland: Provincies · Gemeenten